# Monarca becplà pitnegre
El  monarca becplà pitnegre (Machaerirhynchus nigripectus) és un ocell de la família dels maquerirrínquids (Machaerirhynchidae).

## Hàbitat i distribució
Habita els boscos de les muntanyes de Nova Guinea.